# Tkvartchéli

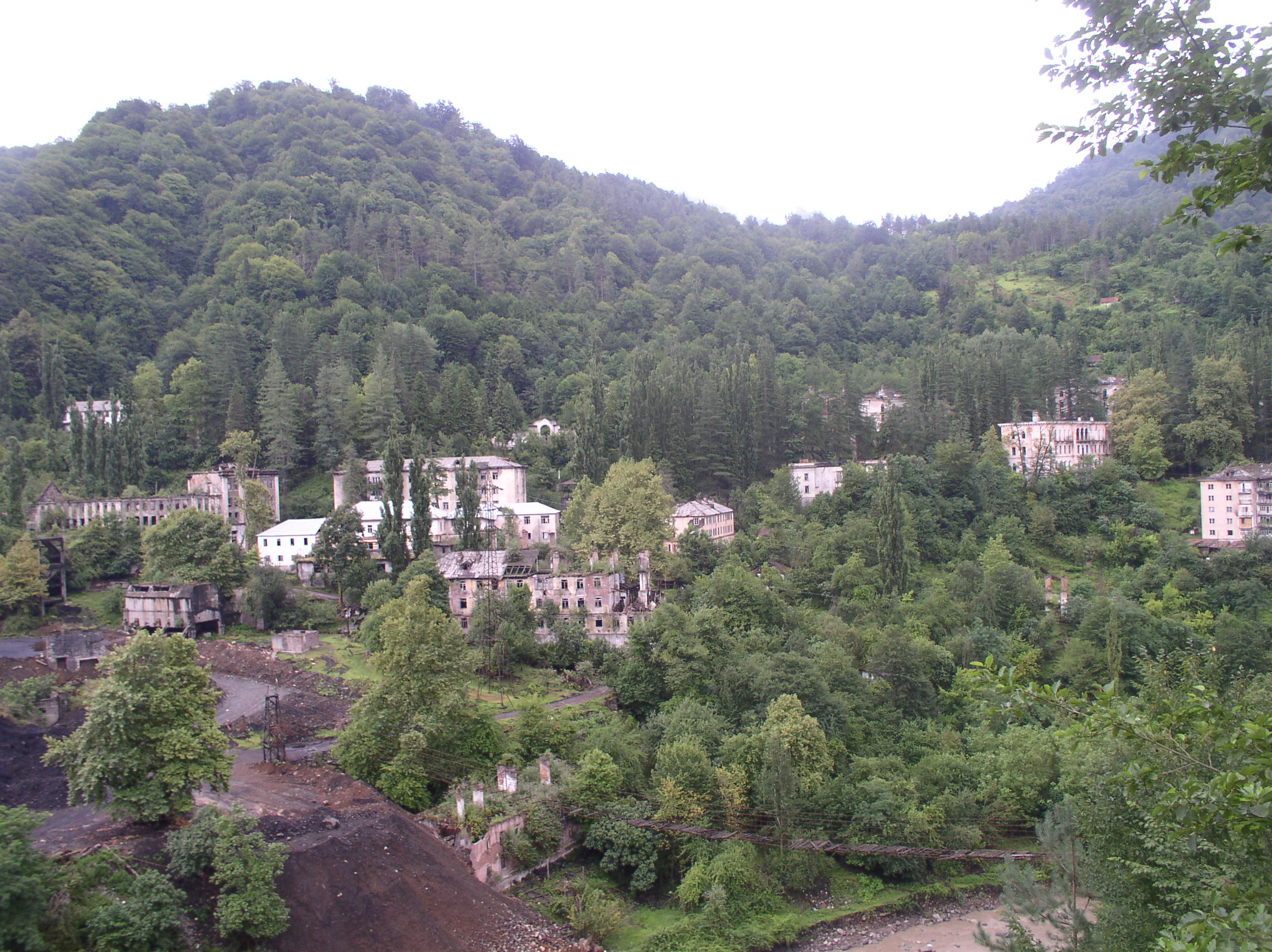
Vue du village d'Akarmara dépendant de la ville

Tkvartcheli (en géorgien : ტყვარჩელი) est une petite ville d'Abkhazie, en Géorgie, qui se situe au centre du raïon (ou district) du même nom, au bord de la rivière Galidzga (ou Aaldzga). Elle comportait 4 800 habitants en 2003.

## Climat
Le climat de Tkouartchal est subtropical, 28° de moyenne en juillet, 8° en janvier. Les précipitations sont de 2000mm par an.

## Histoire
Du temps de l'URSS, Tkouartchal faisait partie de la république socialiste soviétique d'Abkhazie, en Géorgie avant que celle-ci ne soit transformée en république autonome d'Abkhazie et intégrée au sein de la république socialiste soviétique de Géorgie. La ville et son district alentour comptaient 21 744 habitants en 1989, dont 40 % d'Abkhazes, un tiers de Russes et un tiers de Géorgiens, avec les villages voisins d'Akarmara, Djantoukha, Poliana, etc.
La ville est une station de cure thermale et possède des mines de charbon qui sont exploitées depuis les années 1930 et se développèrent pendant la grande guerre patriotique, lorsque les mines du Donbass étaient aux mains des Allemands. Aujourd'hui elles sont presque toutes fermées sauf celle de Tamsas, exploitée par une compagnie turco-abkhaze.
Tkouartchal a subi un siège et un blocus de plus de quatre cents jours par l'armée géorgienne en 1992-1993.
Une usine de ciment est en préparation pour les jeux olympiques d'hiver de Sotchi en 2014.

## Transport
Une ligne de chemin de fer de 26 km dessert la ville à Soukhoumi, mais elle ne transporte plus que des marchandises vers le port d'Otchamtchire depuis l'été 2008. 
La route Soukhoumi-Tbilissi traverse la ville et la relie à Otchamtchire.